# 10-я хромосома человека

Идеограмма 10-й хромосомы человека

10-я хромосо́ма челове́ка — одна из 46 хромосом человека. Содержит приблизительно 133 миллиона пар оснований и составляет от 4 % до 4,5 % клеточного материала ДНК.

## Общее количество генов
Различные исследовательские группы используют разные подходы к аннотации генома, поэтому информация о количестве генов в различных базах данных по каждой хромосоме может отличаться между собой и меняться с течением времени. Ниже приведены некоторые оценки количества генов 10-й хромосомы человека:
| База данных                                   | Гены, кодирующие белок | Гены, не кодирующие РНК | Псевдогены | Источник |
| --------------------------------------------- | ---------------------- | ----------------------- | ---------- | -------- |
| Consensus CDS Project                         | 706                    | -                       | -          | [ 1 ]    |
| HUGO Gene Nomenclature Committee              | 708                    | 244                     | 614        | [ 2 ]    |
| Ensembl genome database project               | 728                    | 881                     | 568        | [ 3 ]    |
| National Center for Biotechnology Information | 754                    | 842                     | 654        | [ 4 ]    |

## Гены
Ниже приведены некоторые известные гены, расположенные на 10-й хромосоме человека:
- ALOX5 — Арахидонат-5-липоксигеназа (превращает незаменимые жирные кислоты в лейкотриены, которые играют важную роль в воспалительной реакции; также способствует развитию и поддержанию раковых стволовых клеток, медленно делящихся клеток, которые, как считается, дают начало различным злокачественным опухолям);
- CDH23 — кадгеринподобный ген 23;
- CXCL12 — хемокин CXCL12, SDF-1, scyb12;
- EGR2 — англ. early growth response 2 (Krox-20 — гомолог у дрозофилы);
- ERCC6 — англ. excision repair cross-complementing rodent repair deficiency, complementation group 6;
- FGFR2 — рецептор 2 фактора роста фибробластов;
- NRP1 — нейропилин 1;
- PCBD1 — птерин-4-альфа-карбиноламиндегидратаза;
- PCDH15 — протокадгерин 15;
- RET — протоонкоген RET;
- VIM — виментин, белок промежуточных филаментов;
- UROS — синтаза уропорфириногена III.

### q-плечо
- ANK3 — анкирин 3;
- CYP21A1 — 17-альфа-гидроксилаза;
- GOT1 — аспартатаминотрансфераза 1, цитозольная;
- NFKB2 — белок из семейства NF-κB/Rel;
- NRG3 — нейрегулин 3;
- PTEN — фосфатаза PTEN, супрессор опухолей[5][6];
- XPNPEP1 — фермент, аминопептидаза P1.

### p-плечо
- AKR1C1 — фермент метаболизма стероидов, альдокеторедуктаза;
- AKR1C3 — фермент синтеза стероидов, альдокеторедуктаза;
- GAD2 — ГАМК-производящий фермент глутаматдекарбоксилаза 2;
- ITGA8 — гликопротеин из надсемейства интегринов (альфа-8);
- ITGB1 — бета-1 интегрин.
- TUBB8 Тубулин Бета класс 8

## Болезни и расстройства
- атрофия Gyrate (OAT)
- болезнь Рефсума (PAHX)